# Raušenbašská lada
Raušenbašská lada este o arie protejată (arie specială de conservare — SAC, sit de importanță comunitară — SCI) din Republica Cehă întinsă pe o suprafață de 497,16 ha, integral pe uscat.

## Localizare
Centrul sitului Raušenbašská lada este situat la coordonatele 50°02′11″N 12°44′40″E / 50.036389°N 12.744444°E.

## Înființare
Situl Raušenbašská lada a fost declarat sit de importanță comunitară în aprilie 2005 pentru a proteja 2 specii de plante. Situl a fost protejat și ca arie specială de conservare în iulie 2012.

## Biodiversitate
Situată în ecoregiunea continentală, aria protejată nu include niciun habitat protejat.
La baza desemnării sitului se află mai multe specii protejate de  plante (2): Asplenium adulterinum, Cerastium alsinifolium.